# بيلي كوارانتيلو
بيلي كوارانتيلو (بالإنجليزية: Billy Quarantillo؛ مواليد 8 ديسمبر 1988) هو مُقاتل فنون قتالية مختلطة أمريكي.

## وصلات خارجية
- بيلي كوارانتيلو على موقع بوكس ريك (الإنجليزية) (registration required)
- بيلي كوارانتيلو على موقع يو إف سي (الإنجليزية)
- بيلي كوارانتيلو على موقع شيردوغ (الإنجليزية)
- بيلي كوارانتيلو على موقع Tapology.com (الإنجليزية)